# プエルト・レギサーモ
プエルト・レギサーモ(スペイン語：Puerto Leguízamo) (スペイン語発音: [ˈpweɾto leɣiˈsamo])は、コロンビアのアマソナス地方のプトゥマヨ県の都市。
2016年の人口は1万5417人。
南側は国境で、プトゥマヨ川を挟んでペルーと接する。

## 人口
- 2005年6月30日：1万6044人
- 2010年6月30日：1万5670人
- 2016年6月30日：1万5417人

## 宗教
カルメル山の聖母マリアに捧げたカルメンの聖母マリア大聖堂は、中南米主教座のプエルト・レギサーモ及びソラーノ使徒座代理区に所属する。

## 交通
- カウカヤ空港（英語版）

## プエルト・レギサーモを舞台にした作品
- 高野秀行『怪しいシンドバッド』　集英社、集英社文庫、2004年。